# شهریار اسدی
 شهریار اسدی  (زاده ۱ شهریور ۱۳۳۹ در تهران) مدیر فیلم‌برداری و بازیگر اهل ایران است. از سال 1361 فعاليت خود را در سينما آغاز نمود و تا سال 1378 در سمت دستيار فيلمبردار به همكاري با محمود كلاري پرداخت. پس از آن بطور مستقل فيلمبرداري را آغاز نمود. 

## بازیگر
- مانی و ندا (۱۳۷۹)
- قرمز (۱۳۷۷)
- ابر و آفتاب (۱۳۷۵)

## آثار
- ابر و آفتاب / فیلمبردار / بلند / ١٣٧٦ / کارگردان: محمود کلاری
- سینمای ایران پس انقلاب /فیلمبردار/ مستند / ١٣٧٨ /كارگردان: جمشید اکرمی
- مانی و ندا / مدیر فیلمبرداری / بلند / ١٣٧٩ / کارگردان: پرویز صبری
- احمد محمود / فیلمبردار / مستند / ١٣٨٠ / کارگردان: بهمن مقصودلو
- در جستجوی ریشه‌ها / فیلمبردار /  مستند / ١٣٨٠ /کارگردان: بهمن مقصودلو
- رقص با رویا / فیلمبردار / بلند / ١٣٨٠ / کارگردان: محمود کلاری
- آریا / مدیر فیلمبرداری / بلند / ١٣٨١ / کارگردان: پابلو باربیری
- آوازهای سرزمین مادری / مدیر فیلمبرداری/ بلند / ١٣٨٢ / کارگردان: بهمن قبادی
- دو فرشته / مدیر فیلمبرداری / بلند / ١٣٨٣ / کارگردان: محمد حقیقت
- دف / مدیر فیلمبرداری / کوتاه / ١٣٨٣ / کارگردان: بهمن قبادی
- حرکت / مدیر فیلمبرداری / کوتاه / ١٣٨٤ / کارگردان: آیت نجفی
- لاک‌پشت‌ها پرواز می‌کنند / مدیرفیلمبرداری / بلند / ١٣٨٤ / کارگردان:بهمن قبادی
- آوازهای شبانه مسافران / مدیرفیلمبرداری / بلند / ١٣٨٤ / کارگردان: شاپور حقیقت
- خاک سرد / مدیرفیلمبرداری / بلند / کارگردان: رضا سبحانی
- گوشواره /  مدیرفیلمبرداری / بلند / ١٣٨۵ / کارگردان: وحید موسائیان
- ستاره‌ها در شب بی‌رنگند / مدیرفیلمبرداری / بلند / ١٣٨۵ / کارگردان: شیرین جهانی
- آن سوی کرانه / مدیرفیلمبرداری / بلند / ١٣٨٦ / کارگردان: گیورگی اوواشویلی
- چشم به راهم باش / مدیرفیلمبرداری / بلند / ١٣٨٦-١٣٨٧ /کارگردان: جووان بامرنی
- به کجا چنین شتابان/ مدیر تصویربرداری/ سریال/ ١٣٨٧-١٣٨٨ /کارگردان: ابوالقاسم طالبی
- از اینجا / مدیرفیلمبرداری / بلند / ١٣٨٦-١٣٨٧ / کارگردان: بابک جلالی
- ده رقمی / مدیرفیلمبرداری / بلند / ١٣٨٦ / کارگردان: همایون اسعدیان
- کجاست سرزمین / مدیر فیلمبرداری / بلند / ١٣٨٩/ کارگردان: هشیار زیرو
- روزی که عروس شدم / مدیرفیلمبرداری/ کوتاه /١٣٨٩ /کارگردان: حسین حسن
- امان / مدیر فیلمبرداری /کوتاه /١٣٨٩/ کارگردان: علی جابر انصاری
- زیبا / مدیر فیلمبرداری / بلند /١٣٨٩/ کارگردان: بنفشه خشنودی
- مادر پائیزی / مدیر فیلمبرداری/ بلند /١٣٨٩/ کارگردان: سیروس رنجبر
- اشک مجسمه‌ها / مدیر فیلمبرداری / بلند /١٣٩٠/ کارگردان: آزاد کرکوکی
- سامیان / مدیر فیلمبرداری / بلند / ١٣٩٠/ کارگردان : محمد جانو
- برگ ریزان / مدیر فیلمبرداری / بلند /١٣٩١/ کارگردان: علی جابر انصاری
- ساکن خانه چوبی / مدیرفیلمبرداری/ بلند /١٣٩١/ کارگردان: حسینعلی لیالستانی
- آثار باستانی کردستان عراق/ فیلمبردار/ مستند /١٣٩٢/ کارگردان: شهریاراسدی
- دختر کاه فروش / مدیر فیلمبرداری / بلند / ١٣٩٢/ کارگردان: تنیا کریم
- خانه ام را دوست دارم/ مدیر فیلمبرداری/ کوتاه/ ١٣٩٢/کارگردان: بهادر ادب
- من یک ایرانی‌ام / مدیر فیلم برداری / بلند / ۱۳۹۳ / کارگردان: محمدرضا آهنج
- یه شام خوب / مدیر فیلم برداری / بلند / ۱۳۹۴ / کارگردان: مهدی مظبومی
- توچال / مدیر فیلم برداری / بلند / ۱۳۹۶ / کارگردان: محمد آهنگرانی
- ماهور / مدیر فیلم برداری / بلند / ۱۳۹۸ / کارگردان: مجید نیامراد
- پاندول / مدیر فیلم برداری / بلند / ۱۳۹۸ / کارگردان: امیر گنجوی

## جشنواره‌ها
- لاک‌پشت‌ها پرواز می‌کنند / ١٣٨۵ / بهترین فیلمبرداری از جشن خانه سینما
- لاک‌پشت‌ها پرواز می‌کنند / ١٣٨۵ / بهترین فیلمبرداری جشنواره یوگوسلاوی
- لاک‌پشت‌ها پرواز می‌کنند / ١٣٨۵ / کاندید بخش مسابقه کامرا ایماج لهستان
- گمشده‌ای در عراق / ١٣٨٣ / بهترین فیلمبردار جشنواره خانواده ارومیه
- آن سوی کرانه / ١٣٨٨ / بهترین فیلمبردار  فستیوال فیلم ( نوآم آرک ) مسکو
- داور بخش رقابتی «فیلم‌های کوتاه ملی» / ۱۳۹۶ / دومین دوره جشنواره بین‌المللی سلیمانیه /  سلیمانیه عراق
- عضو هیئت داوران / ۱۴۰۳ / جشنواره بین‌المللی سیروس / تورنتو کانادا